# Eggert Petersen
Eggert Petersen (ur. 26 maja 1927 w Bovrup (Dania)) – duński psycholog, polityk, profesor psychologii pracy 1977–1979. Poseł do Parlamentu Europejskiego I Kadencji.

## Życiorys
W 1945 r. E. Petersen wstąpił do Marynarki Wojennej. W latach 1960–1961 służył w niej w dziale personalnym. Równocześnie studiował psychologię (1956 r.).  W 1963 przeniesiony został do rezerwy. Pełnił funkcję dyrektora Krajowego Stowarzyszenia Zdrowia Psychicznego, którego ideą było zapobieganie zaburzeniom psychicznym.
W latach 1966–1969 pracował, jako wykładowca na Uniwersytecie Kopenhaskim. W 1974 został profesorem psychologii pracy na Uniwersytecie w Aarhus. Z funkcji tej zrezygnował w 1997 roku.
Badał dobrostan ludzi i reakcje psychiczne podczas kryzysów społecznych. Wyniki jego badań można odnaleźć w publikacjach takich jak: "Działania i dobre samopoczucie w systemie społecznym kierowanym przez autorytety" (1967), "Dobre samopoczucie w pracy" (1968), "Życie Duńczyków w czasie kryzysu" (1983), "Dobrostan Duńczyków, postawy i poczucie odpowiedzialności podczas regeneracji" (1996).

## Kariera polityczna
E. Petersen należał do partii socjaldemokratycznej. Działania swe kierował na kwestie obronne oraz politykę zagraniczną, jak również problemy związane z polityką energetyczną i kryzysową. w 1979 r. został członkiem Zgromadzenia Parlamentarnego Rady Europy, jednak w 1980 r. złożył swoją rezygnację, następnie został wybrany do Parlamentu Europejskiego, gdzie pozostał do 1984.